# Hegesippus

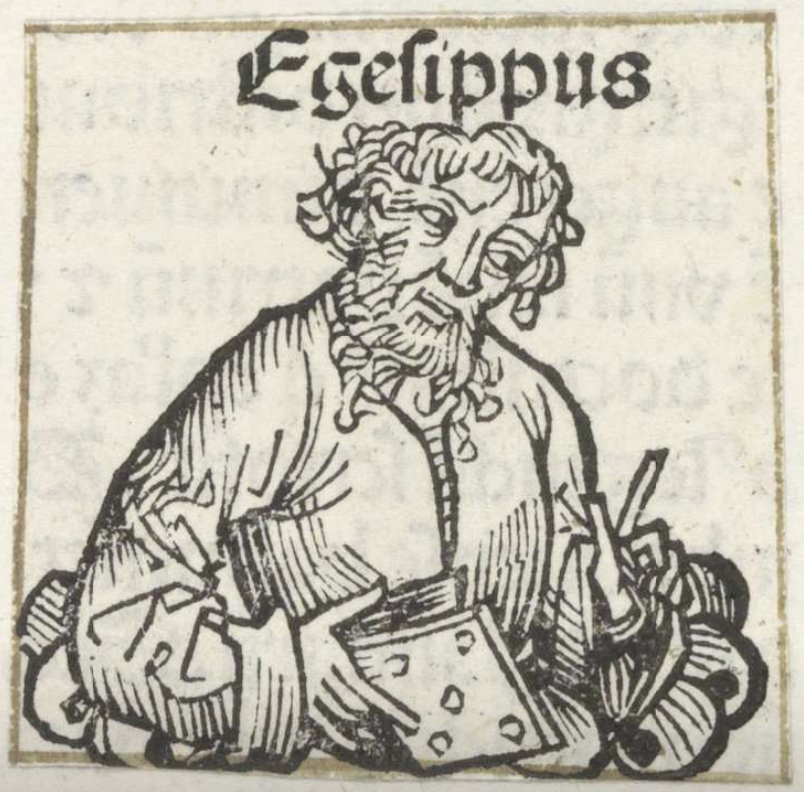
Hegesippus (uitgave van Liber chronicarum)

Hegesippus (* voor 130; † na 180) was volgens Eusebius van Caesarea een Jood die zich had bekeerd tot het christendom. Hij was een kroniekschrijver, die de Semitische talen goed beheerste en ook zeer goed op de hoogte was van de Joodse gebruiken. Hij leefde in het Midden-Oosten ten tijde van Paus Anicetus (155-166). Hij reisde via Korinthe naar Rome. Op zijn reis verzamelde hij de leringen van de verschillende kerken die hij bezocht, en vergeleek die later met de uniformiteit van Rome.
Van zijn werk Hypomnemata, "Memoires", een vijfdelige werk over de geschiedenis van het christendom van het Passieverhaal tot de tweede helft van de tweede eeuw, zijn slechts enkele fragmenten teruggevonden. Dankzij Eusebius en andere schrijvers kunnen we achterhalen wat er in stond. Via hem kon een lijst opgesteld worden van de eerste bisschoppen van Jeruzalem en Rome. Ook weten we iets meer over Jakobus de Rechtvaardige, de eerste bisschop van Jeruzalem en broer van Jezus.
Hij stelde ook een lijst op met heresieën op. Hij verwees meer specifiek naar het Gnosticisme en de leer van Marcion van Sinope.
Hegesippus is heilig verklaard; zijn feestdag is 7 april.